# اسوین کش
اسوین کش (انگلیسی: Swin Cash؛ زادهٔ ۲۲ سپتامبر ۱۹۷۹) بازیکن بسکتبال اهل ایالات متحده آمریکا بود.
از باشگاه‌هایی که در آن بازی کرده‌است می‌توان به آتلانتا دریم اشاره کرد.
وی در مسابقات کشوری و بین‌المللی در مجموع برندهٔ ۳ مدال طلا شده‌است.